# Удружење Ружица
Удружење Ружица, основано је 15. децембра 2016. у Ариљу, Златиборски округ, Србија. Оснивају га шест жена са јасном визијом и мисијом да на локалу допринесу оснаживању и једнакости жена, родној равноправности и превенцији феномена насиља. Њихов слоган- "Верујемо у емпатију, верујемо у људе зато не одустајемо" .
Групе са којима раде су млади, жене, старији од 65+, особе са инвалидитетом, припадници националних мањина, ЛГБТ популација, незапослени, НЕЕТ категорија, необразована лица и све рањиве категорије рурала.
Циљ Удружења је подршка свим облицима грађанских иницијатива, промоција и очување културе и уметности; афирмација и промоција демократских вредности и владавине права, унапређење положаја рањивих група са нарочитим освртом на рурал; развој толеранције, едукација грађана, већа укљученост младих у процесе очувања и заштите животне средине, као и јавно заговарање за унапређивање јавних политика.
Добро су умрежени на локалу, у региону али и шире. Отворени за сарадњу,  секторског и међусекторског типа. Помогли оснивање још 12 удружења на региону (жене на селу, особе са инвалидитетом, екологија, култура, удружења мањина, итд).

## Пројекти
- "Нулта толеранција на родно засновано насиље"
- "Сеоске жене су снага заједнице"
- "Заједно до веће оснажености жена југозападне Србије"
- "Сигурније окружење за жене са села југозападне Србије"
- "Прозор у дигитални свет-подизање дигиталних компетенција жена рурала, Општина Ариље, Пожега и Лучани"[1]
- "Креирај своју будућност"
- "Млади и АИ"
- "Ментално здраље, жене и насиље у породици"
- "Нађи пут за своја права - ЗАГОВАРАЈ"[2]
- "Не тим путем, пробај срцем и разумевањем"[3][4][5]
- "Микробиље и здрав начин живота"

## Партнери
- Општина Ариље
- Фондација Ана и Владе Дивац
- Министарство трговине, туризма и телекомуникација
- Фондација Хеартефакт
- Београдска отворена школа
- Министарство без портфеља задужено за координацију активности у области родне равноправности, спречавања насиља над женама и економског и политичког оснаживања жена
- Европска Унија

## Награде
- Плакета Соња Дрљевић, 2024.